# Ramphotyphlops exocoeti
Ramphotyphlops exocoeti este o specie de șerpi din genul Ramphotyphlops, familia Typhlopidae, descrisă de Boulenger 1887. A fost clasificată de IUCN ca specie vulnerabilă. Conform Catalogue of Life specia Ramphotyphlops exocoeti nu are subspecii cunoscute.